# Palazzina 1896
La palazzina 1896 è un edificio storico del centro storico di Firenze, situato in via de' Pecori dal 5 rosso al 17 rosso, angolo via de' Vecchietti.

## Storia e descrizione
Erano su questo tratto della via alcune case di proprietà dei Boni (Buoni), che Bartolomeo di Bandino Panciatichi acquistò e riunì in un palazzo nel 1376, in occasione del suo ottenimento della cittadinanza fiorentina. Questo palazzo, separato dalla torre degli Agli da un vicolo che ancora oggi si può intuire dietro un basso negozi di abbigliamento in via de' Vecchietti, era stato ingrandito tra XV e XVI secolo, e venduto nel 1557 ai Ricci, proprietari anche dell'attiguo palazzo Ricci Altoviti. 
Fu acquistato nel 1803, assieme ad alcune case confinanti dei Boni, dalla famiglia Orlandini che, proprietaria del grande palazzo antistante, abbatterono questi edifici attorno al 1808 per impiantarvi un giardino su progetto dell'architetto Luigi Bettarini in modo da dare respiro e verde alla propria residenza, non potendo espandersi nell'altra direzione attigua per la presenza della chiesa di Santa Maria Maggiore. Il giardino occupava tutta la lunghezza dell'isolato su via de' Pecori, con alcune serre che, sulla via dei Naccaioli, confinavano con l'edificio ormai sconsacrato e ridotto ad uso abitativo della chiesa di San Leo. 

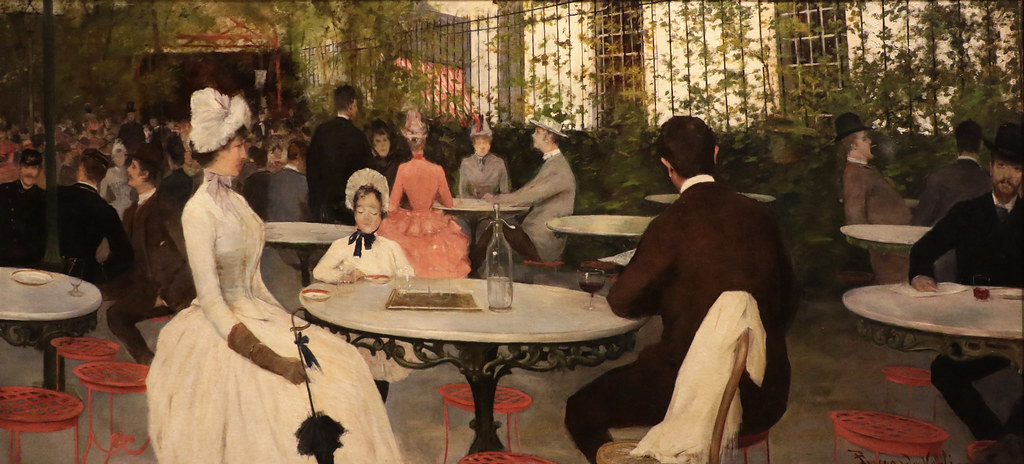
Riccardo Nobili, Birreria Cornelio, 1885

Allargata la via dei Pecori nel 1833 a spese dello spazio verde, il giardino venne affittato nel 1853 alla società Grilli e Guyard che ne fece una succursale del proprio stabilimento di orticoltura posto presso la Porta al Prato. Successivamente, al tempo di Firenze Capitale, lo spazio fu affittato ai Cornelio, gestori di una famosa birreria ritrovo di gentiluomini e d'artisti. "Su una parte dell'orto, come si osserva da alcune vecchie foto Baccani dell'Archivio Topografico del Comune, i Cornelio innalzarono uno chalet in legno, di quelli che all'epoca erano molto utilizzati per questo genere di ritrovi pubblici. Il posto doveva essere molto frequentato a giudicare da un quadro di Riccardo Nobili, ora alla Galleria d'Arte Moderna di Pitti, che illustra una scena ripresa all'interno del giardino dove si vedono persone ai tavolini circolari in ferro col piano di marmo, intente a conversare o a leggere il giornale e, in generale, a godersi le bevande e l'amenità del luogo. Nel 1895 i Cornelio disdicevano l'affitto e chiudevano l'esercizio". 
Negli anni successivi (i molti disegni di progetto conservati presso l'Archivio storico del Comune di Firenze recano ugualmente la data 1895) in luogo della birreria fu costruito dall'architetto Pietro Berti un basso edificio adibito a "latrine pubbliche e private, bagni ed altri locali per comodo del pubblico" che essenzialmente corrisponde all'attuale, nonostante l'apertura delle ampie vetrate sul fronte e il radicale cambio di destinazione. Il termine dei lavori nel 1896 venne immortalato sui due scudi che decorano i pilastri del corpo rialzato centrale. 
Oggi l'edificio ha esercizi commerciali al piano terra, un ristorante nel mezzanino (a cui appartengono le vistose insegne, ormai storiche) e uno showroom al piano superiore con doppia terrazza.

## Note

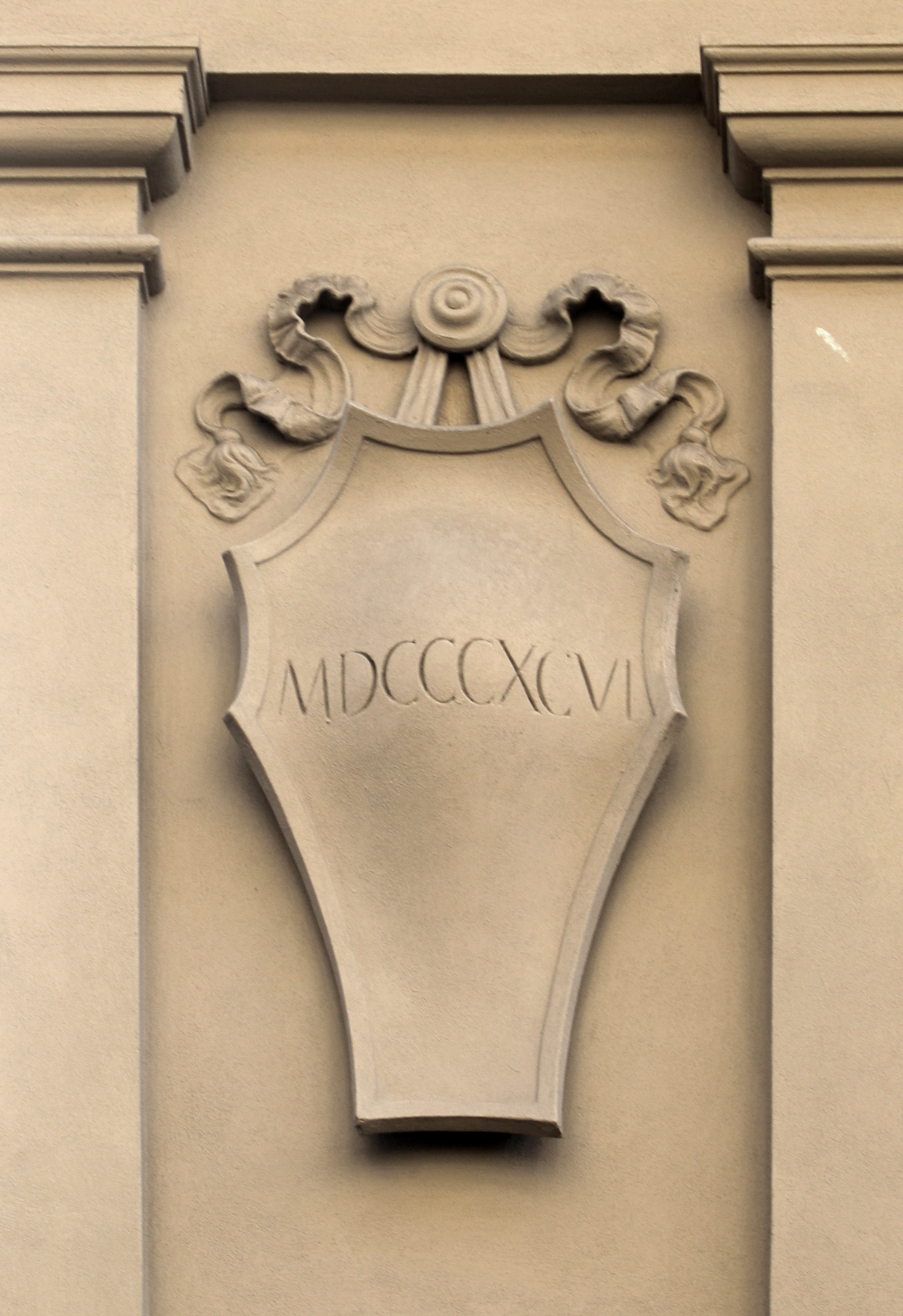
Uno degli scudi con la data